# روجر نورمان
روجر نورمان (بالسويدية: Roger Norman)‏ هو لاعب القفز الثلاثي سويدي، ولد في 2 أغسطس 1928 في فيستيروس في السويد، وتوفي بنفس المكان في 29 نوفمبر 1995.

## وصلات خارجية
- روجر نورمان على موقع أوليمبيديا (الإنجليزية)
- روجر نورمان على موقع اللجنة الأولمبية السويدية (السويدية)